# نامه به فلیسه
نامه به فلیسه (به انگلیسی: Letters to Felice) کتابی است که برخی از نامه‌های فرانتس کافکا به فلیسه بوئر را از سال ۱۹۱۲ تا ۱۹۱۷ جمع‌آوری کرده‌است. انتشارات شوکن بوکز این نامه‌ها را از فلیسه بوئر در سال ۱۹۵۵ دریافت کرد.
این کتاب نخستین‌بار  در سال ۱۹۶۷، در آلمان منتشر شد. اولین ترجمه انگلیسی نیز در سال ۱۹۷۳ آن توسط جیمز استرن و الیزابت داک‌ورث انجام شد.
الیاس کانتی، رمان‌نویس بلغاری کتابی دربارهٔ نامه نگاری در محاکمه دیگر کافکا: نامه به فلیسه نوشت. وی با خواندن نامه‌ها به همراه بخش‌هایی از The Trial Canetti، مبارزه کافکا بین زندگی راحت طبقه متوسط و انزوای فردی را مورد بررسی قرار داد.